# Institut Cartogràfic i Geològic de Catalunya
Das Amt für Kartographie und Geologie katalanisch Institut Cartogràfic i Geològic de Catalunya (ICGC) spanisch Instituto Cartográfico y Geológico de Cataluña ist in den Bereichen Geodäsie, Kartographie, Geologie und Geophysik im spanischen Teilgebiet Katalonien tätig.

## Geschichte

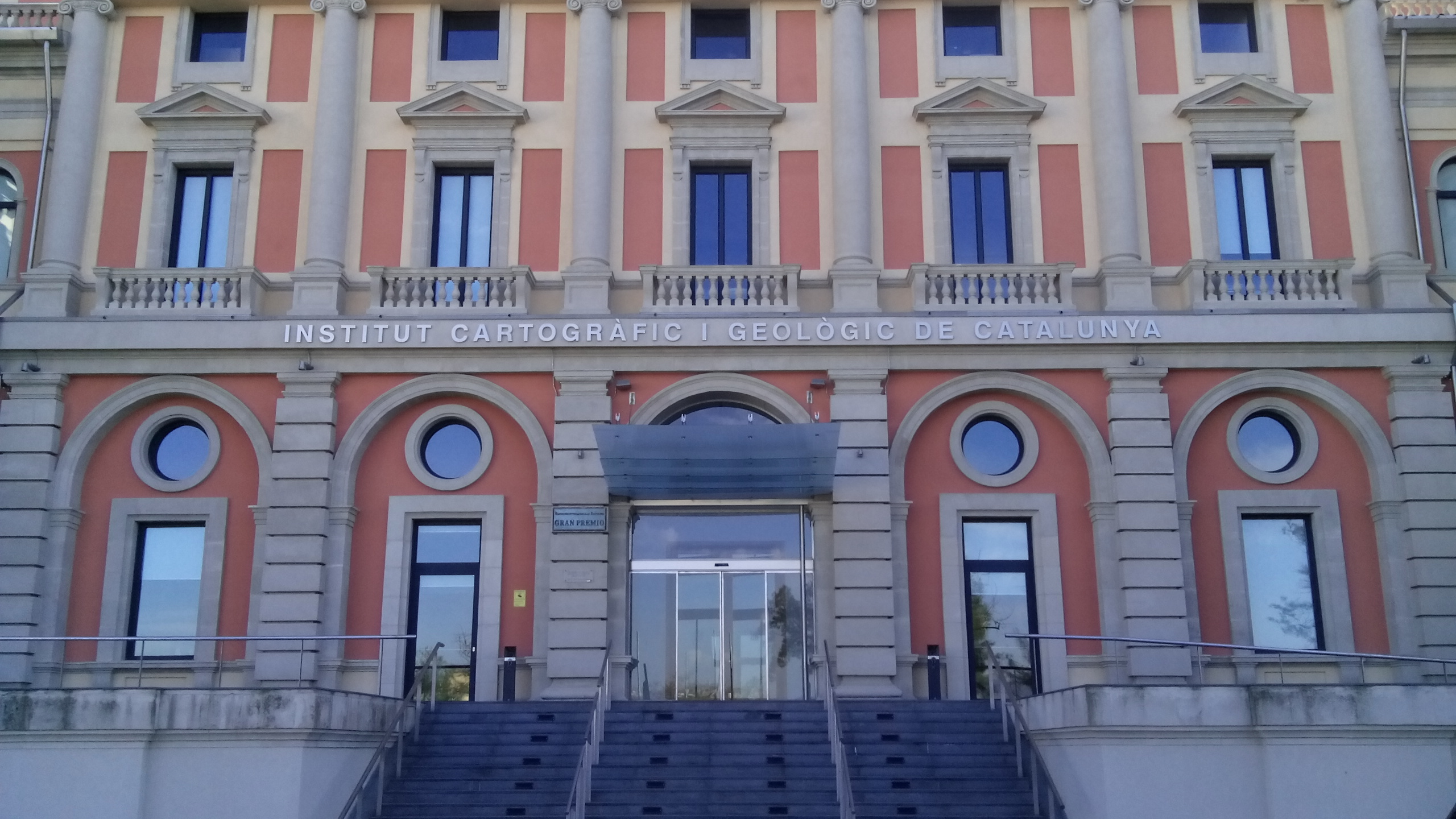
Front und Haupteingang des ICGC

Das Kartographische und Geologische Institut für Katalonien (ICGC) entstand am 1. Februar 2014 aus einem Zusammenschluss der Vorgängerorganisationen „Institut Cartogràfic de Catalunya“ (ICC) und dem „Institut Geològic de Catalunya“ (IGC). Das Institut ist eine „Körperschaft des öffentlichen Rechts“ mit administrativer, technischer und wirtschaftlicher Autonomie.
Die Zuständigkeit umfasst die Bereiche Geodäsie und Kartografie für die Geodateninfrastruktur von Katalonien sowie die Förderung und Durchführung von Maßnahmen in Verbindung mit Wissen, Prospektion und Informationen über die Beschaffenheit des Bodens und des Untergrunds.
Um die photogrammetrischen und kartographischen Anwendungen zu optimieren, stellt das Amt sein Angebot über das Geoinformationssystem (GIS) zur Verfügung.

## Veröffentlichungen (Auswahl)
- Gerold Diepolder, Luca Montanarella: Geological 3D modelling and soils : functions and threats : proceedings. Hrsg.: Institut Cartogràfic i Geològic de Catalunya. Barcelona 2015, ISBN 978-84-393-9292-7 (englisch).
- Gran atles topogràfic de Catalunya 1:25 000. Barcelona 2016, ISBN 978-84-393-9452-5 (katalanisch).